# Death Note - Il film: Illumina il nuovo mondo
Death Note - Il film: Illumina il nuovo mondo (デスノート Light up the NEW world?, Desu Nōto Light up the NEW world) è un film  del 2016 diretto da Shinsuke Sato.
La storia è basata sul manga Death Note scritto da Tsugumi Ōba e illustrato da Takeshi Obata ed è un sequel di Death Note - Il film: L'ultimo nome (2006), pur presentando una vicenda originale e svolgendosi tematicamente dopo la miniserie intitolata Death Note: New Generation.
È stato presentato in anteprima in Giappone il 29 ottobre del 2016 dalla Warner Bros. ed ha incassato al botteghino 19,6 milioni di dollari statunitensi.

## Trama
Nel 2006, Light Yagami (noto al mondo come "Kira") ha tentato di liberare il mondo dal male, "epurandolo" dai criminali grazie al potere di un Death Note - un taccuino soprannaturale che uccide chiunque il cui nome sia scritto all'interno, ma è stato fermato dal famoso detective noto come L, il quale ha pagato con la vita questa vittoria.
La storia si apre dieci anni dopo, quando altri sei Death Note cadono dal mondo degli Shinigami, gli dei della morte a cui appartengono. Uno di questi viene trovato da un medico russo che, dopo averlo provato su un paziente che gli chiede di ucciderlo, decide di usarlo per dare la pace a chi lo desidera, mentre nei titoli di testa vediamo un mondo afflitto dal cyber-terrorismo, e una catena di morti inspiegabili suggerisce che i Death Note vengano utilizzati ancora una volta. Per questo motivo l'Interpol decide di creare la "Death Note Task Force", guidata dal detective Tsukuru Mishima.
A Shibuya, la proprietaria di un Death Note, Sakura Aoi, inizia una follia omicida per le strade grazie agli Occhi dello Shinigami (che consentono, al prezzo di metà della propria vita, di vedere il volto e la durata vitale di una persona che si vuole uccidere). La task force giunge sul posto mentre la ragazza sta continuando la strage fino a che un individuo con la maschera non le spara: è Ryūzaki, il successore biologico di L, affidato alla task force di Mishima. La ragazza muore e la task force ottiene il quaderno.
Mishima non approva i metodi di Ryūzaki, ma questi rivela di aver usato un proiettile calmante e che la ragazza è stata uccisa da un altro (poco prima, infatti, si era visto che qualcuno aveva scritto il nome della ragazza su di una pagina strappata di un quaderno). Dopo aver toccato il taccuino di Aoi, la Task Force incontra e interroga il suo proprietario originale, uno Shinigami di nome Beppo, che rivela che ci sono sei Death Note attualmente nel mondo umano; questo è il numero massimo che può esistere in qualsiasi momento (eccezion fatta per quelli degli dei della morte).
La task force decide di trovare i restanti cinque Death Note, ignari che in realtà due sono già in loro possesso: Ryūzaki ne ha infatti uno, ma rinuncia ogni giorno alla proprietà per riacquisirlo quando torna a casa, avendo nel mentre stretto una relazione non convenzionale con la sua Shinigami, Arma.
Allo stesso modo, l'assassino di Aoi, il cyber-terrorista Yuki Shien, giura di acquisire tutti i quaderni, credendo di essere in missione per conto di Light tramite il suo Shinigami, Ryuk (era già un devoto di Kira da quando, dieci anni prima, egli eliminò il criminale che aveva ucciso la sua famiglia).
Incitando il panico globale con un virus che mostra un video di Light nei panni di Kira, Shien entra in contatto con la fidanzata di Light ed ex alleata, Misa Amane. Dopo aver ripristinato i suoi ricordi con il Death Notes e averle regalato il suo, Shien chiede a Misa di rivelare informazioni che, secondo lui, riveleranno dove si nasconde Light; lei rifiuta, avendo visto Light apparentemente morire dieci anni fa. Imperterrito, Shien usa le sue eccezionali capacità di hacking per individuare tre Death Notes, uccidendo i loro proprietari nel processo (tra cui il medico russo apparso a inizio film, un investitore americano che uccideva per arricchirsi e un giudice giapponese anti-Kira che giustiziava i suoi fedeli).
Quindi impersona Kira tramite un altro virus, minacciando una follia omicida a meno che il successore di L non riveli il suo nome e il suo volto. In risposta, Ryuzaki diffonde un video CGI dell'originale L, invitando Kira a un sito Web destinato a indurlo a rivelare la sua posizione. Prevedendo questo, Shien fugge prima di uccidere uno degli investigatori originali di Kira, Touta Matsuda. Temendo che l'indagine venga compromessa, il governo giapponese scioglie la Death Note Task Force.
Rifiutandosi di arrendersi, Mishima trova un messaggio nascosto nel video di Ryuzaki: "Possiedo l'ultimo Death Note". Infuriato, Mishima affronta Ryuzaki e Arma a casa sua. Tuttavia, il Death Note di Ryuzaki è completamente bianco e intatto (anche una pagina o un frammento conserva il potere di uccidere), sia perché il detective promesso a L, prima della sua morte che non ne avrebbe mai usato uno, sia perché non vuiole abbassarsi al livello di un criminale, come fece suo "padre" L, scrivendoci sopra per fermare Kira.
All'uscita, Mishima viene arrestato perché sospettato di aver compromesso le indagini. Un anno prima, Mishima era stata incaricato di localizzare Hikari Yagami, il successore segreto di Light (creato in provetta come Ryuzaki) che era stato affidato alle cure del procuratore Teru Mikami. Tuttavia, sia Yagami che Mikami successivamente scomparvero, portando la polizia a sospettare che Mishima avesse cospirato con Kira. Dopo che Mishima viene interrogato e arrestato, Ryuzaki lo libera in modo che possa accedere al Death Note della Task Force e affrontare il nuovo Kira. Accettando di incontrare Ryuzaki al National Arts Center, Shien chiede di nuovo a Misa il suo aiuto, la quale accetta con riluttanza.
Dopo che tre membri della Task Force tornano al caso, si dirigono con Ryuzaki ad incontrare Shien, che è stato attirato con la promessa che Ryuzaki rivelerà il suo volto e i Death Note della squadra. Mishima rimane al quartier generale per istruirli - tuttavia, il contatto viene interrotto da un segnale di disturbo fatto da Shien.
Costretti a rivelare i loro volti, Ryuzaki e due membri della Task Force vengono uccisi da Misa, che ha acquisito gli Occhi dello Shinigami. Misa poi dà a Shien le informazioni di cui ha bisogno ma lo avverte che Light è definitivamente morto; il suo nome non apparve quando lei guardò la sua foto. Alla fine, Misa si uccide con una pagina del Death Note (aveva scritto che sarebbe morta fra le braccia di Light, ma siccome nemmeno il quaderno può fare l'impossibile, muore per arresto cardiaco).
Rendendosi conto che il Kira che gli ha affidato il suo compito è un impostore, Shien arriva nel luogo segreto e sacrifica metà della sua vita per ottenere gli Occhi dello Shinigami, decidendo di uccidere l'impostore e prendere il suo posto come Nuovo Kira.
Davanti a Shien però appaiono Mishima e Ryuzaki; quest'ultimo aveva finto la sua morte, e rivela di aver parlato prima dell'incontro con Ryuk, che si era fatto sfuggire il fatto che sarebbe morto come L, per cui sospetta che il Nuovo Kira abbia scritto il suo nome molto prima e abbia specificato un momento successivo per la morte.
Poiché ci sono solo loro tre, e stando alle parole di Shien Kira sarebbe apparso in quel luogo una volta riuniti i sei quaderni, Ryuzaki chiede a Mishima di toccare il Death Note di Shien, e Mishima ricorda tutto: questi aveva trovato Teru Mikami impazzito accanto al corpo del piccolo Hikari, che aveva ucciso in seguito allo stress di allevare l'erede di Kira. Mishima uccise Mikami e sostituì Yagami come Nuovo Kira.
Mishima in seguito creò un piano per assicurarsi tutti i Death Note e eliminare altri possibili candidati: scrisse il nome di Ryuzaki dopo aver ottenuto gli Occhi dello Shinigami, cedette la proprietà del suo quaderno e ordinò a Ryuk di darlo a Shien assieme al messaggio di Light, fiducioso che il cyber-terrorista avrebbe trovato i quaderni rimanenti.
Con queste nuove informazioni, Shien tenta di uccidere Mishima, ma la polizia arriva con l'ordine di ucciderli tutti e tre. Ferito a morte nel fuoco incrociato iniziale, Shien muore dopo aver consegnato a Mishima i Death Note, permettendo a lui e Ryuzaki di fuggire attraverso una metropolitana abbandonata.
Vengono quindi affrontati dall'ultimo membro della Task Force rimasto, Shō Nanase, che si rende conto che Mishima è Kira avendola chiamata con il suo vero nome, visto che usavano tutti pseudonimi e non si conoscevano a vicenda (probabilmente quando aveva ancora gli Occhi) e quindi colui che ha ucciso suo fratello, una delle tante vittime di Kira. Tuttavia, Arma la uccide quando tenta di sparare a Mishima a costo della sua stessa vita (uno Shinigami esiste per dare la morte agli umani, non allungargliela), con grande disperazione di Ryuzaki.
L'ordine di esecuzione di Mishima e Ryuzaki viene annullato dall'Interpol e Mishima viene arrestato. Ryuk spiega poi perché i sei Death Note sono caduti sulla terra: il Re degli Shinigami sta morendo e, incuriosito da Light Yagami, ha promesso di cedere il suo trono allo Shinigami il cui umano sarebbe divenuto il Nuovo Kira.
Quando Mishima sottolinea che tutti e sei i Death Note sono in mano agli umani e che verranno sigillati per liberare l’umanità dalla loro influenza, Ryuk suggerisce che l'avidità umana tornerà a vantaggio degli dei ancora una volta e se ne va.
Poco dopo essere stato condotto nella sua cella, Mishima viene accolto da Ryuzaki, il quale lo informa che il veicolo contenente i quaderni è stato attaccato da un gruppo terroristico, distruggendone quattro e lasciando gli altri due dispersi. Rivelando che oggi è la sua data di morte stabilita, Ryuzaki suggerisce di scambiare i posti con Mishima, poiché crede che quest'ultimo sia l'unico in grado di recuperare i Death Note mancanti.
I due si salutano da pari a pari e un Mishima pentito rivela il suo vero nome, uscendo dalla cella mentre Ryuzaki spira con indosso la sua maschera.
Una scena post-credit mostra un video di Light che dice "Tutto secondo i piani" e sorride ironicamente.

## Personaggi
- Masahiro Higashide - Tsukuru Mishima / Ryo Nakagami, capo della task force "Death Note", che persegue la sicurezza di tutti e sei i "quaderni della morte".
- Sōsuke Ikematsu - Ryūzaki, un investigatore privato di livello mondiale e il successore originario di L.
- Masaki Suda - Yūki Shien, un cyber-terrorista e adoratore di Kira.
- Erika Toda - Misa Amane, ex detentrice del quaderno e interesse amoroso di Light Yagami.
- Rina Kawaei - Sakura Aoi, una serial killer che crede di essere migliore di Kira, considerata come la più mortale utilizzatrice del "Death Note".
- Mina Fujii - Shō Nanase, l'unica componente femminile della task force Death Note.
- Shidō Nakamura - Ryuk, (voce) uno shinigami, che torna dopo 10 anni per trovare il successore di Kira.
- Sota Aoyama - Tōta Matsuda, un giovane detective che ha vissuto il caso Kira 10 anni prima.
- Eiichiro Funakoshi - Kenichi Mikuriya, un membro della Corte suprema in possesso di un Death Note.
- Miyuki Sawashiro - Arma (voce), una femmina bianca shinigami, creata sulla base del design di Sidoh.
- Tōri Matsuzaka - Beppo (voce), uno shinigami dorato.
- Ken'ichi Matsuyama - Elle (Death Note), è stato il più grande detective al mondo che ha sconfitto l'originale Kira.
- Tatsuya Fujiwara - Light Yagami, conosciuto in tutto il mondo come "Kira", un serial killer di criminali ed ex detentore del primo Death Note.
- Kensei Mikami - Teru Mikami, il guardiano di Hikari Yagami nonché il procuratore di Misa.

## Distribuzione
Il film è stato distribuito da Dynit il 9 agosto 2017 sulla piattaforma streaming VVVVID. Il 13 dicembre 2017 è distribuito da Dynit insieme a Death Note - Il film e Death Note - Il film: L'ultimo nome in DVD e Blu-ray Disc.

## Accoglienza

### Incassi
Al momento del rilascio, il film ha ricevuto critiche miste da parte di fan e critici, con lodi mirate al tentativo unico e modernizzato di riprendere i miti del Death Note e le performance del cast, specialmente Erika Toda come Misa Amane e Nakamura Shido come Ryuk, mentre la critica era rivolta alla trama affrettata, al ridimensionamento dei temi e degli elementi originali dei film precedenti e alla mancanza del tono cerebrale dei lavori precedenti. Il film ha aperto su 342 schermi e ha venduto 342.309 biglietti, guadagnando 458.645.800 yen (circa $ 4,37 milioni) durante il suo weekend di apertura. È stato il diciannovesimo film con il maggior incasso in Giappone nel 2016 e anche il decimo incasso in Giappone (insieme a “A Silent Voice”), con ¥ 2,3 miliardi ($ 19,56 milioni).
Su Rotten Tomatoes, il film ha ottenuto un punteggio di approvazione del 40% basato su 5 recensioni, con un voto medio di 6/10.